# Rouille du rosier

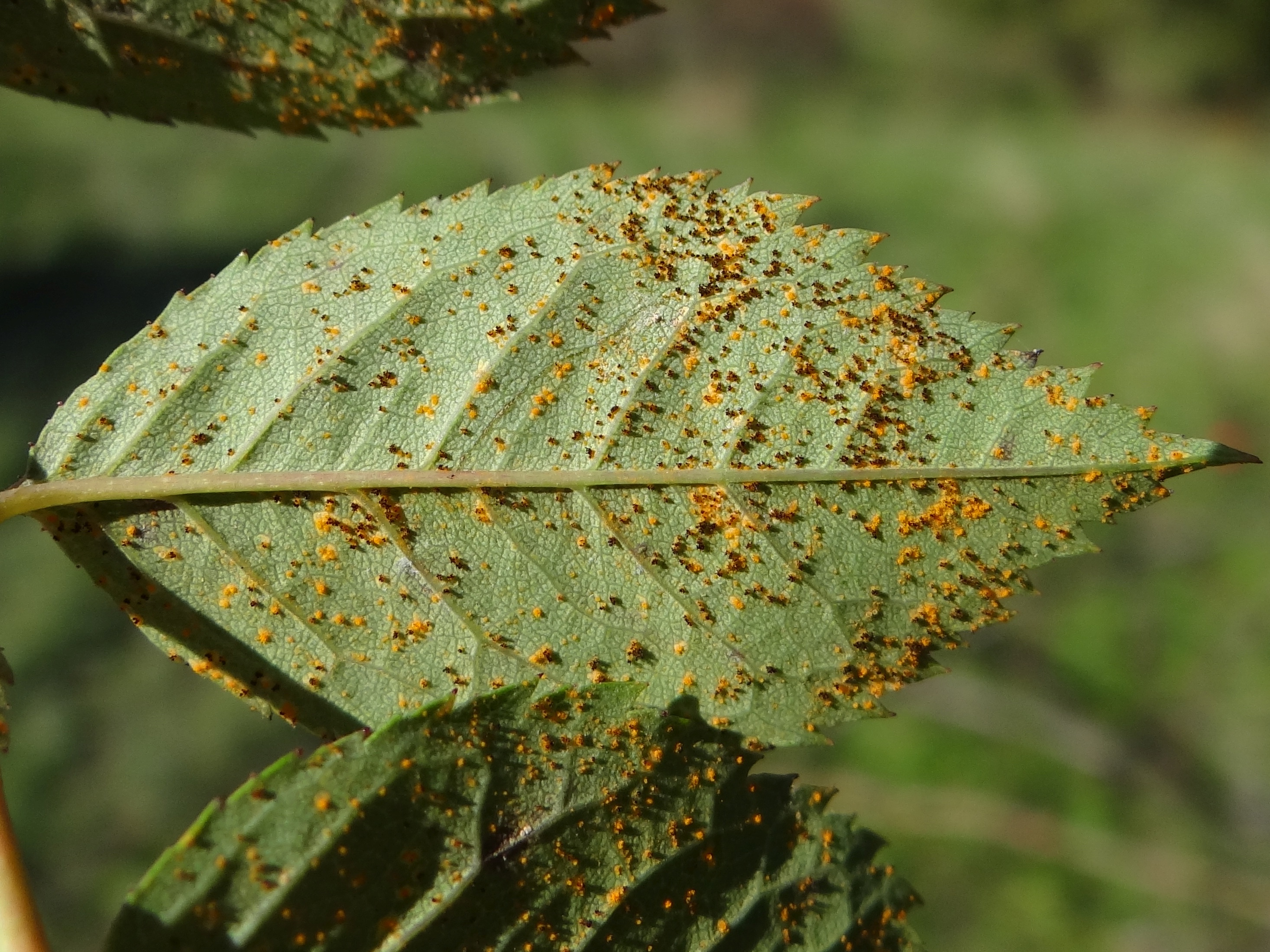
Symptômes sur la face inférieure d'une feuille de rosier.

La rouille du rosier est une maladie cryptogamique à répartition cosmopolite, qui affecte les rosiers (Rosa sp.). Les agents causaux sont des espèces de champignons basidiomycètes, du genre Phragmidium (famille des Phragmidiaceae). Une trentaine d'espèces de Phragmidium ont été signalées comme infectant les rosiers sauvages et les cultivars d'ornement, notamment Phragmidium mucronatum et Phragmidium tuberculatum. Cette maladie se manifeste par l'apparition de pustules orangées sur les tiges et sur les feuilles, à la face inférieure du limbe foliaire (stade urédosores) qui virent ensuite au brun noir (stade téleutosores). A ces pustules  correspondent de petites taches jaunes anguleuses sur la face supérieure. C'est une maladie autoxène (ou  autoïque), c'est-à-dire que le champignon effectue la totalité de son cycle de développement sur le même hôte, le rosier.
La rouille du rosier est connue depuis au moins 1665, année où elle a été signalée en Angleterre, tandis que l'espèce fongique, Phragmidium mucronatum, a été décrite en 1790.
La sensibilité des rosiers à la rouille est très variable selon les cultivars. Une attaque de rouille peut entraîner l'enroulement et la déformation des feuilles jeunes. Les feuilles plus anciennes ne sont pas déformées mais présentent des taches colorées sur les deux faces, ce qui réduit l'efficacité de la photosynthèse, et donc la croissance et la vigueur des plantes. En l'absence de traitement, le feuillage finit par tomber, compromettant fortement la floraison si l'infection a lieu au printemps. En cas d'infection sévère intervenant au début de la saison de croissance, la rouille peut entraîner un rabougrissement des plantes.